# Mende (Calcídica)

Mapa de la Antigua Macedonia con la ubicación de Mende, en la península de Palene.

Mende o Menda (en griego, Μένδη) fue una antigua ciudad griega, situada en la península de Palene, la más occidental de las tres penínsulas de Calcídica, en Tracia. Fue fundada por colonos de Eretria. De Mende era procedente el célebre escultor Peonio.
Es citada por Heródoto como una de las ciudades de la península de Palene donde Jerjes reclutó tropas y naves en su expedición del año 480 a. C. contra Grecia.
Posteriormente la ciudad perteneció a la liga de Delos puesto que es mencionada en listas de tributos a Atenas desde 454/3 hasta 415/4 a. C. Sin embargo, Tucídides, en el marco de la guerra del Peloponeso, dice que, cuando el general espartano Brásidas hizo una expedición en el año 423 a. C. contra ciudades aliadas de Atenas de Calcídica, la ciudad de Mende hizo defección de la alianza con los atenienses y se pasó al bando de los lacedemonios, a pesar de que ya se había firmado un tratado de paz entre Atenas y Esparta. Para prevenir posibles represalias por parte de los atenienses, Brásidas hizo trasladar las mujeres y niños de Mende y Esciona —otra ciudad que también había hecho defección— a la ciudad de Olinto. Asimismo, envió tropas en apoyo de estas ciudades. Los atenienses enviaron naves bajo el mando de Nicias y, aunque en un principio los combatientes de Mende y sus aliados resistieron y estuvieron a punto de derrotar a los atenienses, finalmente los atenienses ocuparon la ciudad, favorecidos por el hecho de los enfrentamientos internos que había entre la facción popular de los habitantes de Mendes, que se negaba a luchar, y la facción oligarca, que apoyaba a los peloponesios. Algunas tropas de los peloponesios se habían encerrado en la acrópolis, donde fueron sitiadas por los atenienses, pero finalmente consiguieron romper el cerco, huir y refugiarse en Esciona.
Es citada también por Tito Livio.
El sitio fue excavado entre los años 1986 y 1994 por un equipo de arqueólogos dirigido por Julia Vokotopoulou.